# Каплиця Носса Сеньйора де Балуарте
Каплиця Богоматері на Бастіон (порт. Capela de Nossa Senhora do Baluarte, Moçambique — римсько-католицька каплиця, розташована на півночі острова Мозамбік, в однойменному місті. Невеликий храм з куполоподібним дахом був побудований у 1522 році, і вважається найстарішою колоніальною спорудою на узбережжі Індійського океану та єдиною збереженою спорудою в стилі мануеліно в Мозамбіку. У 1996 році каплиця була відновлена на кошти Португальської національної комісії з охорони праці.

## Історія
Каплиця Богоматері на Бастіон була побудована в 1522 році іспано-португальськими мореплавцями під керівництвом Педро де Кастроса. Мандрівники зупинилися тут під час своєї подорожі в Індію. Вони очолили перший напад на поселення суахілі на архіпелазі Кірімбас, але не досягли успіху. При будівництві використовувалися блоки і декоративні елементи, які були привезені з Португальського королівства.
Раніше на місці каплиці розташовувався артилерійський бастіон, залишки надають каплиці незвичайний вид. Пізніше, в XVII столітті, до каплиці було прибудовано ганок, як у багатьох португальських церквах в Індії. У 1996 році храм був відновлений на кошти Португальської національної комісії з охорони праці.
Каплиця вважається найстарішою колоніальною будівлею на африканському узбережжі Індійського океану.

## Архітектура
Ця каплиця — єдиний зразок архітектури в стилі мануеліно на території Мозамбіку. Невелика каплиця побудована в стилі мануеліно з купольним дахом; недосконалість конструкції була пов'язана з недосвідченістю будівельників. У будівництві каплиці були використані будівельні матеріали і декоративні елементи, що призначалися для перевезення з Португалії в Індію. У XVII столітті до церкви був прибудований атріум в стилі, традиційному для португальської колоніальної архітектури тих часів.